# New York City Department of Sanitation
Das New York City Department of Sanitation (abgekürzt DSNY) ist ein öffentliches Dienstleistungsunternehmen in den Vereinigten Staaten. Es ist ein Amt der Stadt New York und verantwortet die Abfallentsorgung mit Müllabfuhr und Recycling, die Straßenreinigung und die Schneeräumung im Stadtgebiet.   
Das New York City Department of Sanitation gilt als größte Stadtreinigung in der Welt mit 7.200 uniformierten Müllfahrern und Supervisoren, 2.041 zivilen Mitarbeitern, 2.230 LKWs, 275 spezialisierten Lastwagen, 450 Straßenkehrern, 365 Salz- und Sandstreuern, 298 Front-Radladern, 2.360 Begleitfahrzeugen, und bewegt mehr als 12.000 Tonnen von Wohn- und gewerblichem Abfall und Wertstoffen pro Tag.   

## Unternehmensgeschichte
Das DSNY wurde 1881 als Abteilung für Straßenreinigung gegründet. Einer der ersten Commissioner, Oberst George E. Waring, Jr., war Vorreiter bei der Umsetzung seinerzeit wegweisender Praktiken. Er begriff die Abfallsammlung und städtische Reinigung als hoheitliche Aufgabe, die von einem uniformierten Mitarbeiterstab zu erfüllen war.
Unter Commissioner John J. Doherty Ende der 2000er Jahre galten New Yorks Straßen in der Eigendarstellung als die saubersten seit mehr als 30 Jahren. Im August 2013 wurde Shari Pardini als erste Frau zum 3-Sterne-Chief befördert. Von 2014 bis 2020 führte Kathryn Garcia das DSNY. Von 2021 bis 2024 diente Jessica S. Tisch als Commissioner. 

## Hoheitliche Aufgaben
Die Beschäftigten sind als uniformierte Kräfte Teil der gewerkschaftlich organisierten Müllarbeiter (Local 831 der Teamsters USA) von New York City. Wie die meisten der uniformierten Kräfte New Yorks haben sie auch einen Spitznamen: „New York’s Strongest“ (New Yorks Stärkste). Der Abschnitt der Worth Street zwischen Centre Street und Baxter Street im städtischen Regierungsviertel Civic Center heißt ihnen zu Ehren Avenue of the Strongest.
Das New York City Department of Sanitation hat seine eigene Polizei, die aus vier spezialisierten Einheiten zusammengesetzt ist:
- Uniformed Sanitation Police Force
- Illegal Dumping Task Force
- Permit and Inspection Unit
- Environmental Police Unit

Darunter sind uniformierte und verdeckte Ermittler, die den Vorschriften und Gesetzen zur Abfall- und Abwasserentsorgung zusätzlich zu den staatlichen und städtischen Verkehrs- und Strafrechtsvorschriften in den fünf Bezirken von New York City Geltung verschaffen. 
DSNY-Officer sind Peace Officers des Bundesstaates New York und vom NYS Municipal Training Council zertifiziert. DSNY-Officer dürfen während des Dienstes eine Schusswaffe tragen, Handschellen benutzen und mit Zustimmung der städtischen Polizei NYPD Verhaftungen vornehmen. Des Weiteren sind sie berechtigt, zur Durchführung ihrer Aufgaben nötigenfalls körperliche und auch tödliche Gewalt einsetzen (Gewalthoheit). Die Polizeikräfte nutzen für ihre Arbeit gekennzeichnete Streifenwagen und zivile Fahrzeuge.

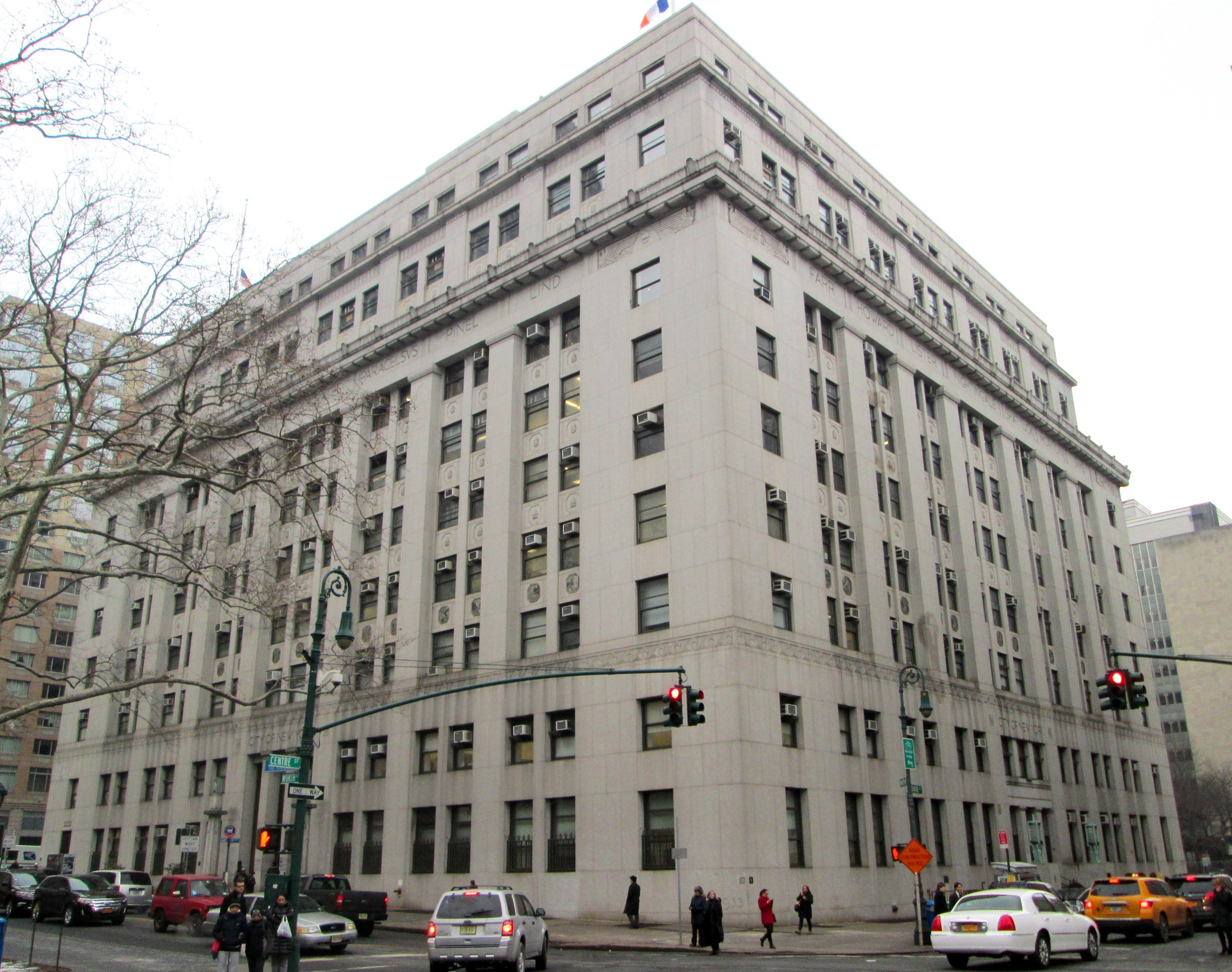
Hauptsitz im städtischen Verwaltungsgebäude 125 Worth Street
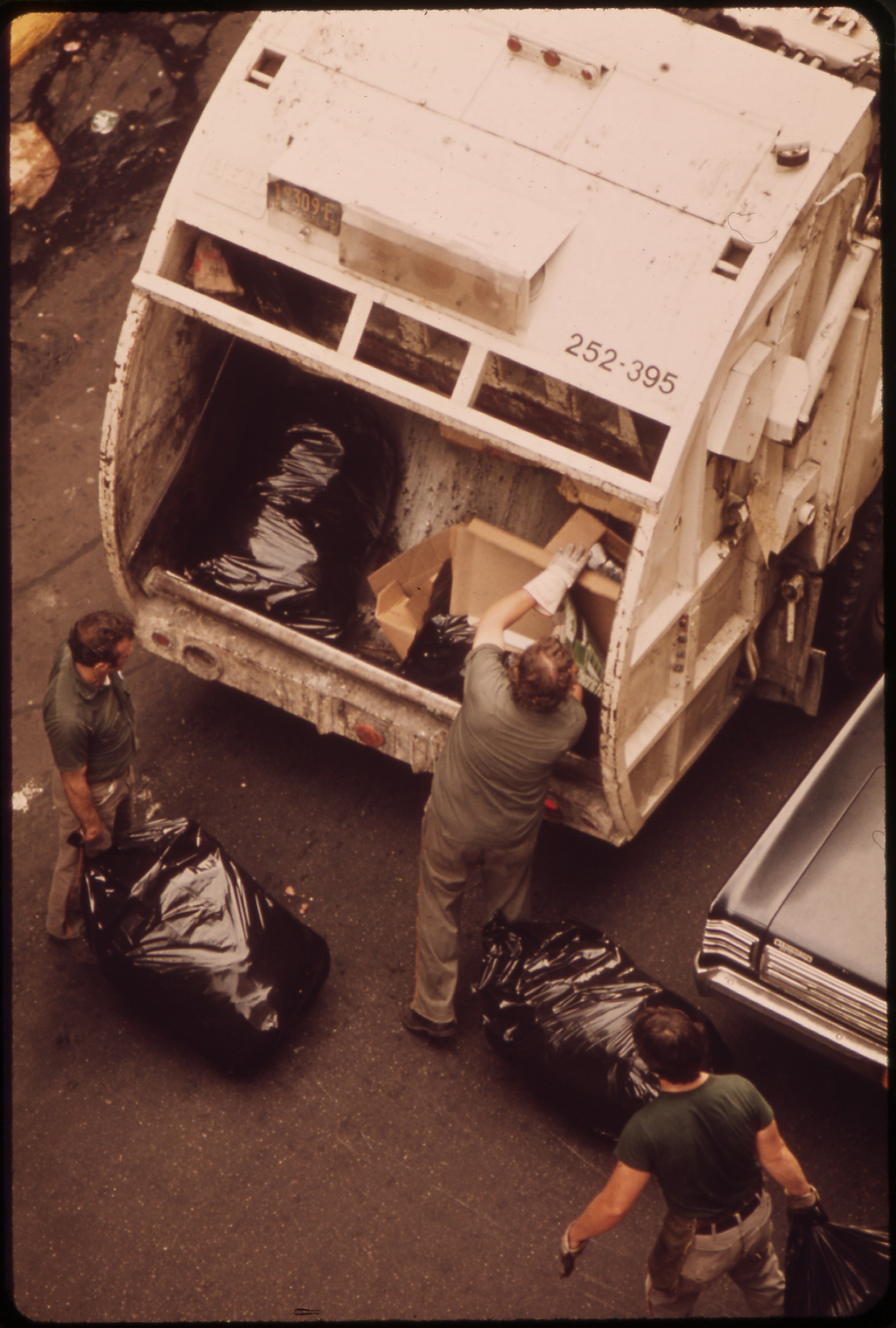
Straßenreiniger sammeln Müll in der 172nd Straße
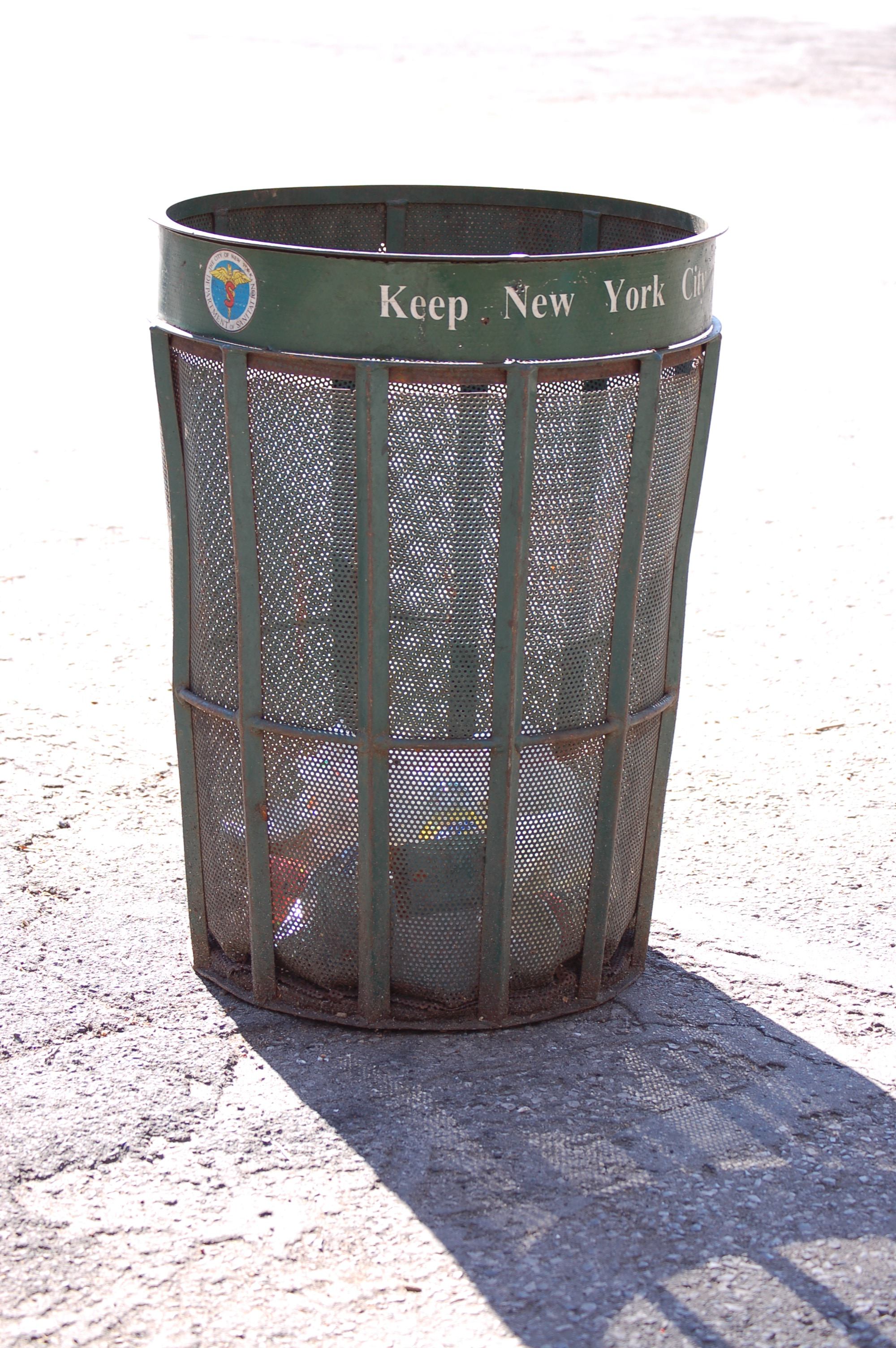
Ein typischer New Yorker Abfallbehälter
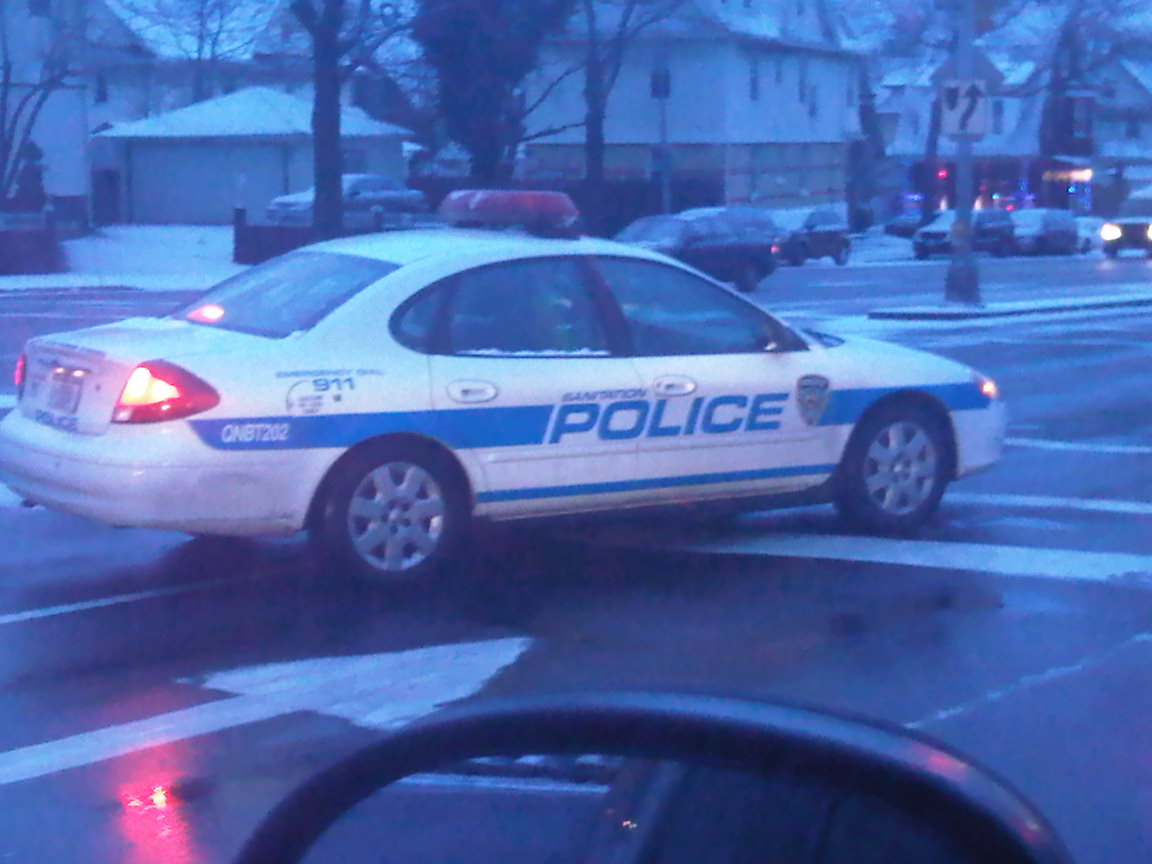
Einsatzfahrzeug der Sanitation Police (2010)